# Busto do Cardeal Giovanni Dolfin
O Busto do Cardeal Giovanni Dolfin é um retrato escultural produzido em 1621 pelo artista italiano Gian Lorenzo Bernini. Faz parte de um mausoléu elaborado por Bernini e seu pai, Pietro, para o cardeal Giovanni Dolfin, membro de uma antiga família nobre de Veneza. Enquanto Gian produziu o busto, Pietro confeccionou as figuras circundantes, incluindo duas estátuas representando a fé e a esperança, bem como os brasões da família Dolfin. A escultura encontra-se na Igreja de Santa Michele da Ilha, em Veneza.